# Monroe (hrabstwo Adams)
Monroe – miasto w Stanach Zjednoczonych, w stanie Wisconsin, w hrabstwie Adams.